# 국제 음반 산업 협회
국제음반산업협회(International Federation of the Phonographic Industry, IFPI)는 전 세계 음반 업계의 이익을 대표하는 단체이다. 이 단체는 브뤼셀, 홍콩, 마이애미 및 모스크바에 지역 사무소를 두고 있으며, 영국의 런던에 본사를 두고있다.
국제음반산업협회의 알려진 주 활동 내용은 음악의 가치를 홍보하고 음악 저작권의 권리를 보호하며 음악의 상업적 가치를 알리는 등 그 외 통계, 뉴스 제공 등 여러 가지 활동을 한다.

## 영향의 범위
IFPI는 전 세계 66여개 국가의 1400여개 음반사를 회원으로 둔 이익단체이다.

## 같이 보기
- IFPI 그리스
- 음반 판매 인증 목록
- 전 세계 음악시장 순위